# اوستروف مازوویتسکا
اوستروف مازوویتسکا (به لهستانی:  Ostrów Mazowiecka) یک منطقهٔ مسکونی در لهستان است که در شهرستان اوستروف مازوویتسکا واقع شده‌است. اوستروف مازوویتسکا ۲۲٫۰۹ کیلومتر مربع مساحت و ۲۲٬۷۹۶ نفر جمعیت دارد و ۱۱۰ متر بالاتر از سطح دریا واقع شده‌است.

## خواهرخوانده
شهرهای Brembate di Sopra، ریازان و ایزیاسلاف، اوکراین خواهرخوانده‌های اوستروف مازوویتسکا هستند.